# Зосимов Олександр Євгенович
Олександр Євгенович Зосимов (рос. Александр Евгеньевич Зосимов; нар. 25 березня 1940, Москва, СРСР — пом. 25 лютого 2010, Москва, Росія) — радянський футболіст, захисник.

## Життєпис
Вихованець групи підготовки при команді «Спартак» (Москва). Протягом кар'єри виступав у командах «Спартак» (Москва), «Калев» (Таллінн), «Вимпел» (Калінінград), ЦСКА, СКА (Львів), «Сатурн» (Раменське), «Локомотив» (Калуга), «Металург» (Липецьк) та «Фрезер» (Москва).
За «Спартак» провів один матч 16 травня 1959 року, вийшовши на заміну в домашній грі чемпіонату СРСР з московським «Локомотивом», матч завершився нічиєю з рахунком 1:1.
Після завершення кар'єри гравця входив у тренерський штаб московської команди «Медтехніка».